# Falacia del psicólogo
La falacia del psicólogo es una falacia que ocurre cuando un observador asume que su experiencia subjetiva refleja la verdadera naturaleza de un evento o acontecimiento. Esta falacia fue así bautizada por William James en el siglo XIX:

La gran trampa del psicólogo es la confusión de su propio punto de vista con el del hecho mental sobre el que está haciendo su reporte. En adelante la llamaré la «falacia del psicólogo» por excelencia.

Un clásico ejemplo de la falacia del psicólogo es la experiencia del modelo geocéntrico del sistema solar. Un observador en la Tierra experimenta el movimiento del sol a través del cielo. Esta experiencia, sin embargo, no revela la verdadera naturaleza del movimiento de la Tierra que gira alrededor del sol.

## Estados alternativos de la falacia
Algunas fuentes enuncian la Falacia del psicólogo como si se tratara de dos «personas» —el observador y el observado— en lugar de un observador y un hecho. Por ejemplo,

Falacia del psicólogo, la falacia, a la que el psicólogo es peculiarmente vulnerable, de leer en la mente que está examinando lo que es cierto de la suya propia; sobre todo de leer en mentes inferiores lo que es verdadero para las superiores.

Un peligro a evitarse, conocido como «falacia del psicólogo». Esto surge del hecho de que el experimentador es propenso a suponer que el sujeto responderá a un estímulo o una orden en la misma forma que él mismo respondería en tales circunstancias.

En esta variante, la falacia se describe como una forma concreta del estereotipo de «parecido a mí»: lo que se desconoce acerca de otra persona se supone, para simplificar, usando cosas que el observador sabe acerca de sí mismo. Tal sesgo lleva al observador a presuponer conocimientos o habilidades, o la falta de los mismos, que posee otra persona. Por ejemplo, «Yo (o todos los que conozco, o la mayoría de gente que conozco) no sé mucho de química. Por tanto, puedo suponer que esta otra persona sabe muy poco de química». Esta hipótesis puede ser cierta en cualquier número de casos específicos, haciendo un razonamiento inductivo sobre la base de este supuesto convincente, pero no es aplicable en el caso general (hay mucha gente que sabe mucho en el campo de la química), y por lo tanto el razonamiento deductivo sobre la base de esta suposición puede no ser válido.
Estas declaraciones alternativas, sin embargo, no coinciden con lo que William James caracteriza cuando puso su nombre a la falacia.